# Yutaro Abe
Yutaro Abe (阿部 祐大朗 Abe Yutaro?, Tokio, 5 de octubre de 1984) es un exfutbolista japonés. Jugaba de delantero y su último club fue el Gainare Tottori de Japón.

## Trayectoria

### Clubes
| Club                          | País  | Año         |
| ----------------------------- | ----- | ----------- |
| Yokohama F. Marinos           | Japón | 2002 - 2004 |
| Montedio Yamagata             | Japón | 2005 - 2006 |
| Ferverosa Ishikawa Hakusan FC | Japón | 2007        |
| Tokushima Vortis              | Japón | 2007 - 2008 |
| Gainare Tottori               | Japón | 2009 - 2011 |

## Estadística de carrera

### J. League
| Club                | Año   | J. League | J. League | Copa J. League | Copa J. League | Total | Total |
| Club                | Año   | Part.     | Goles     | Part.          | Goles          | Part. | Goles |
| ------------------- | ----- | --------- | --------- | -------------- | -------------- | ----- | ----- |
| Yokohama F. Marinos | 2002  | 3         | 0         | 0              | 0              | 3     | 0     |
| Yokohama F. Marinos | 2003  | 6         | 0         | 2              | 0              | 8     | 0     |
| Yokohama F. Marinos | 2004  | 0         | 0         | 5              | 1              | 5     | 1     |
| Montedio Yamagata   | 2005  | 27        | 5         | -              | -              | 27    | 5     |
| Montedio Yamagata   | 2006  | 8         | 0         | -              | -              | 8     | 0     |
| Tokushima Vortis    | 2007  | 3         | 0         | -              | -              | 3     | 0     |
| Tokushima Vortis    | 2008  | 24        | 2         | -              | -              | 24    | 2     |
| Gainare Tottori     | 2011  | 13        | 1         | -              | -              | 13    | 1     |
| Total               | Total | 84        | 8         | 7              | 1              | 91    | 9     |

## Palmarés

### Títulos nacionales
| Título    | Club                | País  | Año  |
| --------- | ------------------- | ----- | ---- |
| J1 League | Yokohama F. Marinos | Japón | 2003 |
| J1 League | Yokohama F. Marinos | Japón | 2004 |